# گمینا یاراچوو
گمینا یاراچوو (به لهستانی:  Gmina Jaraczewo) یک گمینا در لهستان است که در شهرستان یاروچین واقع شده‌است. گمینا یاراچوو ۱۳۲٫۸۹ کیلومتر مربع مساحت و ۸٬۲۸۱ نفر جمعیت دارد.